# 어드레스 불러바드
어드레스 불러바드(영어: Address Boulevard)는 아랍에미리트 두바이에 위치하고 있다.

## 같이 보기
- 마천루 목록
- 아시아의 마천루 목록
- 아랍에미리트의 마천루 목록
- 두바이의 마천루 목록